# Gelasma convallata
Gelasma convallata är en fjärilsart som beskrevs av W. Warren 1896. Gelasma convallata ingår i släktet Gelasma och familjen mätare. Inga underarter finns listade i Catalogue of Life.